# Louis Bouwmeester jr.
Louis Frederik Johannes (Louis) Bouwmeester (Amsterdam, 12 augustus 1884 – Arnhem, 12 november 1931) was een Nederlandse acteur en theaterdirecteur. Ter onderscheiding van zijn vader wordt hij aangeduid met 'jr'. achter zijn naam.
Hij was de zoon uit het tweede huwelijk van Louis Frederik Johannes (Louis) Bouwmeester, met Grietje Henriëtte (Grietje) van Engers en een telg van de wijdvertakte familie van toneelspelers. Hij huwde op 16 oktober 1914 te 's-Gravenhage met Louise Alexandrine Georgine (Louise) Sandbergen. Zij kregen een zoon, Louis Frederik Johannes (Loekie) en een dochter, Joy Carla (Joy), die huwde met Hans Kaart.

## Carrière
Hij volgde de Toneelschool in Amsterdam, de latere Academie voor Theater en Dans. Na zijn in 1903 debuut bij het Haarlemsch Tooneel, dat onder leiding stond van zijn vader, maakte hij met hem een eerste tournee door Nederlandsch-Indië, die in 1906 door een tweede tournee werd gevolgd. Terug in Nederland werd hij in 1909 door de Nederlandsche Tooneelvereeniging geëngageerd. Toen vier jaar later dit gezelschap ophield te bestaan, vertrok hij weer naar de Oost, nu met het Nederlandsch-Indisch Tooneel. Enige tijd later, terug in Nederland, richtte hij het Haagsch Blijspel-Ensemble op, dat het Flora-theater, het latere Louis Bouwmeester-Theater, bespeelde. Ten tijde van zijn huwelijk was hij schouwburgdirecteur. Ook was hij enige tijd leider van het Frascatigezelschap in Amsterdam. Hij exploiteerde vanaf 1918 ook het Paleis voor Volksvlijt en Scala, in welke theaters zijn Die Haghezangers menige operette uitvoerden.
In 1922 richtte hij de Bouwmeester Revue op, waar sterren als Johan Buziau, Siem Nieuwenhuyzen en Heintje Davids optraden.
Tijdens een tournee met zijn revue 'Champagne', werd hij na een optreden van zijn gezelschap in Hengelo onwel ten gevolge van een hartaanval en in Arnhem, waar hij korte tijd later in hotel 'Riche' overleed. Zijn lichaam werd naar zijn woonplaats Rijswijk overgebracht, waarna na een afscheidsceremonie bij het Scala-theater onder grote belangstelling, de crematie aansluitend plaatsvond in crematorium Driehuis-Westerveld.
Na zijn dood werd de leiding van de Bouwmeester Revue overgenomen door zijn weduwe, Louise Sandbergen.
Zijn belangrijkste toneelvertolkingen waren: Koning Oedipus (1912), The Grip (1913) en Cirque hollandais (1924).

## Bouwmeester Revue
Een aantal producties die onder haar leiding werden geproduceerd, zijn ook onder de namen Bouwmeester Schouwspel (1946 en 1947) en Mevrouw L. Bouwmeester-Sandbergen (1939-1941) vastgelegd.

De Bouwmeester Revue werd legendarisch door de enorme investeringen in de aankleding (de decors en kostuums) en de vermaarde buitenlandse balletgroepen die geëngageerd werden.